# José Mayer
José Mayer Drumond (n. 3 octombrie 1949) este un actor brazilian.

## Filmografie

### Televiziune
- 2011 - Fina Estampa.... José Pereira (Pereirinha)
- 2009 - Viver a Vida.... Marcos Ribeiro
- 2008 - A Favorita.... Augusto César Rodrigues
- 2006 - Páginas da Vida.... Greg (Gregório Rodrigues Lobo)
- 2004 - Senhora do Destino.... Dirceu de Castro
- 2003 - Femei îndrăgostite.... César Andrade de Melo
- 2002 - Esperança.... Martino
- 2001 - Presença de Anita.... Fernando (Nando)
- 2000 - Laços de Família.... Pedro Marcondes Mendes
- 1998 - Meu Bem Querer.... Martinho Amoedo
- 1997 - A Indomada.... Teobaldo Faruk
- 1995 - História de Amor.... Carlos Alberto Moretti
- 1994 - Pátria Minha.... Pedro Fonseca
- 1992 - De Corpo e Alma.... Caíque (Carlos Henrique)
- 1990 - Meu Bem, Meu Mal.... Ricardo Miranda
- 1989 - Tieta.... Osnar
- 1988 - Fera Radical.... Fernando Flores
- 1986 - Selva de Pedra.... Caio
- 1986 - Hipertensão.... Raul Galvão
- 1985 - A Gata Comeu.... Edson
- 1984 - Partido Alto.... Piscina
- 1983 - Guerra dos Sexos.... Ulisses da Silva